# Temple mormon de Kansas City
Le temple mormon de Kansas City est un temple de l’Église de Jésus-Christ des saints des derniers jours situé à Kansas City, dans l’État du Missouri, aux États-Unis. Il a été inauguré le 6 mai 2012.